# شون دوليتل (مؤلف)
شون دوليتل (بالإنجليزية: Sean Doolittle)‏ (يوليو 1971، نبراسكا في الولايات المتحدة)؛ كاتب وروائي أمريكي.